# Xenortholitha coarctata
Xenortholitha coarctata är en fjärilsart som beskrevs av Louis Beethoven Prout 1937. Xenortholitha coarctata ingår i släktet Xenortholitha och familjen mätare. Inga underarter finns listade i Catalogue of Life.